# Friedrich Bernet
Friedrich Daniel Bernet (* 21. Februar 1829 in St. Gallen; † 26. Februar 1872 ebenda) war ein Schweizer Jurist, Redaktor und freisinniger Politiker.

## Leben

### Familie
Friedrich Bernet war der Sohn des Kaufmanns Friedrich Daniel Bernet (* 4. September 1803 in St. Gallen; † 17. August 1868 ebenda) und von dessen Ehefrau Weibratha (* 11. Mai 1798 in St. Gallen; † 20. April 1829 ebenda), der Tochter des Buchbinders Bernhard Gerung (1770–1847). In zweiter Ehe heiratete sein Vater Anna (* 23. April 1812 in St. Gallen), die Tochter des Buchbinders Konrad Locher; er hatte aus dieser Ehe noch eine Halbschwester.
Der Bruder seines Vaters war der Pfarrer Johann Jakob Bernet (1800–1851).
Seit 1856 war er mit Johanna Stephanie Arnoldine, der Tochter von Johann Jakob Kuhn, Oberst, verheiratet; gemeinsam hatten sie sieben Kinder.
Er wurde auf dem Friedhof der Kirche St. Mangen in St. Gallen beigesetzt.
Der Xylograph Heinrich Scheu fertigte einen Holzschnitt von Friedrich Bernet an.

### Werdegang
Nach dem Besuch des Gymnasiums (siehe Kantonsschule am Burggraben) in St. Gallen immatrikulierte sich Friedrich Bernet 1848 zu einem Studium der Rechtswissenschaften an der Universität Zürich und setzte dieses an der Universität Heidelberg fort.
Nachdem er sein Studium abgeschlossen hatte, erhielt er von 1852 bis 1854 ein Praktikum beim Rechtsanwalt Karl Hoffmann und war bis 1865 als Fürsprecher in St. Gallen tätig, dazu folgte eine Tätigkeit als Redaktor der freisinnigen St. Galler Zeitung von 1854 bis zu seinem Rücktritt aus gesundheitlichen Gründen im Jahr 1871; ihm folgte als Redaktor Theodor Curti.
1864 wurde er zum Kriminalrichter und 1865 zum Gerichtsschreiber beim Bezirksgericht der Stadt St. Gallen gewählt.
In der Schweizer Armee erreichte er den Dienstgrad eines Hauptmanns; 1866 bat er um die Entlassung aus dem Wehrdienst.

### Politisches und gesellschaftliches Wirken
Bernet war von 1859 bis 1860 sowie 1861 St. Galler Verfassungsrat und von 1861 bis 1864 sowie von 1867 bis 1871 im Grossrat von St. Gallen. Als Nationalrat vertrat er vom 4. Juli 1864 bis zum 5. Dezember 1869 den linksradikalen und demokratischen Standpunkt, etwa als Mitinitiator der gescheiterten Bundesrevision von 1865 bis 1866. Im Grossen Rat folgte ihm der Postdirektor Huldrich Arnold Seifert und im Nationalrat Daniel Wirth (1815–1901).
1865 beteiligte er sich an einem Aufruf, in dem es um die Anprangerung der Bestrafung des Buchdruckers J. J. Ryniker, der die Broschüre Die Garantien des allgemeinen Wohls im Selbstverlag veröffentlicht hatte und dafür mit der Prügelstrafe am Schandpfahl bestraft wurde. Im selben Jahr beantragte er im Nationalrat einen Zusatz in die Verfassung, dass körperliche Züchtigung weder polizeilich noch strafrechtlich zur Anwendung kommen soll.
Er wurde 1865 durch den Grossen Rat in die Anklagekammer des Kassationsgerichts gewählt.
Unter anderem beschäftigte er sich mit der sozialen Frage und veröffentlichte hierzu 1868 seine Schrift Nach zwanzig Jahren.
Ende 1871 beschloss der Grosse Rat auf seine Anregung hin, dass die Kantonalbank zur Hebung des Kleingewerbes Vorschüsse auf beschränkte Zeit und Kredite auf laufende Rechnung gegen eine Personalbürgschaft vergeben konnte.
Er pflegte eine Freundschaft mit dem Schriftsteller Gottfried Keller und widmete diesem 1861 ein Abschiedslied.

## Mitgliedschaften
Bernet war Mitglied der Helvetia und erhielt 1865 den Auftrag, ein Programm zur Bundesrevision zu erstellen. Die von ihm publizierten Vorschläge wurden auf der Helvetia fast ohne Veränderung angenommen und beschlossen, sodass eine Petition an die Bundesversammlung gerichtet werden konnte.
Er war von 1868 bis zu seinem Tod Zentralpräsident des Schweizer Grütlivereins und förderte in diesem Amt den genossenschaftlichen Gedanken; sein Nachfolger als Präsident wurde Arnold Lang. 1870 stellte er als Präsident des Grütlivereins einen Statutenentwurf zu einer freiwilligen Leih- und Sparkasse des Vereins vor.

## Schriften (Auswahl)
- Freiheit statt Zwang: Ein Wort für Freigebung der Assekuranz. St. Gallen 1865 (Digitalisat).
- Zur Bundesrevision: Bericht an die Generalversammlung der Helvetia: als Beilage zur Petition an die Bundesversammlung. St. Gallen 1865 (Digitalisat).
- Nach zwanzig Jahren. St. Gallen 1868 (Digitalisat).
- Zur Revision der Bundesverfassung: Entwurf einer Vorlage an die Generalversammlung der «Helvetia». St. Gallen 1868.